# John Freeman (Schauspieler)
John Freeman ist ein US-amerikanischer Schauspieler und Pferdezüchter sowie -sportler im Rodeo.

## Leben
Freeman stammt aus Oregon und wurde in eine Familie geboren, die seit Generationen als traditionelle Cowboys leben. Aufgewachsen ist er auf einer gut 20.000 Hektar großen Rinderfarm in  großen Rinderfarm in den Elkhorn Mountains. Das Ranchhaus wurde 1906 von seinem Urgroßvater erbaut. Seit einigen Jahrzehnten ist er im Rodeosport tätig und konnte einige Erfolge vorweisen wie den Gewinn einer Runde beim Pendleton Roundup und der Gewinn des Durchschnitts in den Städten Union und Elgin, beide in Oregon und Coeur d’Alene in Idaho. 2002 zog er mit seiner Freundin ins kalifornische Acton. Dort bildet er Reitpferde aus und ist für den Verkauf zuständig.
Nach ersten Kleinstrollen ab 2009 erschien 2011 der Kurzfilm Cowboy wo er für das Drehbuch, die Produktion und die Regie zuständig war und außerdem die einzige Rolle verkörperte. In den nächsten Jahren folgten Rollenbesetzungen meistens als Cowboy. 2011 war er als Henry Heath neben den Schauspielern Rance Howard und Robyn Adamson in eine der Hauptrollen des Western Für den Raub der Toten zu sehen. Nach Besetzungen in Kurzfilmen und Mitwirkungen in zwei Episoden der Fernsehserie Hotel Secrets & Legends spielte er 2015 im Spielfilm Road Wars – Willkommen in der Hölle als Dallas, im Fernsehfilm Cowboys vs. Dinosaurs als Henry sowie in der Fernsehdokumentation Billy the Kid: New Evidence in der historischen Rolle des Buckshot Roberts mit. 2016 lieh er im Film Timber – Ein echter Schatz einem Pferd seine Stimme. 2017 übernahm er in 1 Buck die Hauptrolle des Harry. 2019 wirkte Freeman in einer Episode der Fernsehserie Animal Kingdom mit.

## Filmografie (Auswahl)
- 2009: Hard Ride to Hope (Kurzfilm)
- 2010: The Strange Curse of Love
- 2011: Cowboy (Kurzfilm, auch Drehbuch, Produktion und Regie)
- 2011: Sifters (Kurzfilm)
- 2011: Für den Raub der Toten (Redemption: For Robbing the Dead)
- 2012: Delarosa (Kurzfilm)
- 2013: Luna (Kurzfilm)
- 2014: Hotel Secrets & Legends (Fernsehserie, 2 Episoden)
- 2015: Road Wars – Willkommen in der Hölle (Road Wars)
- 2015: Cowboys vs. Dinosaurs (Fernsehfilm)
- 2015: Billy the Kid: New Evidence (Fernsehdokumentation)
- 2015: Shots (Kurzfilm)
- 2015: Labyrinth (Kurzfilm)
- 2016: Timber – Ein echter Schatz (Timber the Treasure Dog, Sprechrolle)
- 2016: True Nightmares (Fernsehserie, Episode 2x02)
- 2017: 1 Buck
- 2018: The Ill Timed Enlightenment of Jason Voorhees (Kurzfilm)
- 2019: The Elderly Man (Kurzfilm)
- 2019: Animal Kingdom (Fernsehserie, Episode 4x13)